# Telestense
Telestense è una emittente televisiva con sede a Ferrara, visibile a Ferrara (ch.16 e 113), Rovigo in Emilia-Romagna, Veneto e nelle aree di confine delle regioni limitrofe a queste.
Storicamente è il principale canale televisivo di Ferrara e della sua provincia.

## Storia
Fondata il 3 maggio del 1976 con l'avvio di trasmissioni sperimentali, il 16 ottobre 1980 è stata registrata presso il Tribunale di Ferrara come testata giornalistica della provincia.
Oggi Telestense è il principale canale televisivo di R.E.I. srl, azienda privata italiana nell'ambito dei media e delle comunicazioni televisive e online, che conta, oltre a due canali televisivi, un sito internet e un canale YouTube.
Telestense è specializzata in distribuzione televisiva e online in libera visione e produce da anni cicli di trasmissioni dedicati alla Sanità locale, all'Università di Ferrara, alla vita della città e della provincia.
Nel 2012 REI srl ha creato il canale tematico Tele Ferrara Live, dedicato alla cultura, di cui esiste anche il canale YouTube e un profilo Twitter.
Nel 2014 da Telestense è nato Ferrara Welcome, sito di news per il Turismo, in fase di trasformazione.
Vanto dell'emittente è l'informazione locale del suo  Tvgiornale, che si è conquistato la reputazione di testata locale di riferimento e una audience crescente, come certificato dai dati Auditel.
Altro punto di forza è rappresentato dallo sport locale: Telestense detiene l'esclusiva per la messa in onda delle partite disputate dalle principali squadre cittadine quali la SPAL per il calcio e il Basket Club Ferrara per la pallacanestro.
La copertura del segnale di Telestense, oltre che alle province della Regione Emilia-Romagna, raggiunge il Veneto, la Lombardia meridionale e il nord delle Marche.
È collegata al circuito Publivideo2 Media Group, di cui rappresenta con Telesanterno le testate di riferimento.

## Programmi

### Programmi in onda
- Ferrara Live, serie rosa e serie azzurra
- Il Telegiornale, edizione regionale alle 13.30.
- Il Telegiornale, edizione di Ferrara, alle 19.30 e in replica alle 20.40, alle 23.00 e la mattina alle 7.30
- Sport Line, telegiornale sportivo
- Lunedì Sport
- L'angolo del Basket
- Le dirette calcio e basket
- Calcio Dilettanti
- A tu per tu
- Primo Piano
- Domenica con Te: programma di intrattenimento della domenica pomeriggio che spazia su diversi temi quali l'attualità, lo sport, l'informazione e lo spettacolo, con numerosi ospiti in studio
- Copernico: offre diversi reportage sull'Università di Ferrara, raccontandone gli sviluppi, le tecnologie e l'inserimento dei giovani nell'ateneo estense, nel mondo del lavoro e della ricerca
- Con i piedi per terra
- Expo Time
- ExpoLive
- I Programmi di TELEFERRARALIVE

Negli ultimi anni si è specializzata nella produzione di video promozionali e documentari, di video reportage di attualità e cultura, di cui sta curando la trasposizione online (in corso la realizzazione del doc web dedicato alla mostra “De Chirico a Ferrara, Metafisica e Avanguardia”)

### Programmi storici
- Guglielmo Tell: talk show storico dell'emittente, ospita in studio diversi esponenti dei cittadini, delle forze dell'ordine e dei rappresentanti delle istituzioni per discutere di attualità sia locale che nazionale;
- L'angolo dell'economista
- Il Comune e la Città;
- Provincia In: programma divulgativo sull'attualità, la cronaca e gli avvenimenti principali della provincia di Ferrara
- Linea Salute News'
- 'Sant'Anna Informa
- Salute & Sanità.it
- Capitali Coraggiosi: contenitore di approfondimento sulle imprese e sulla finanza con esponenti in studio del mondo bancario e commerciale. Va in onda su Canale Italia e su Telesanterno
- Agreste: trasmissione sull'agricoltura ferrarese. Consigli e notizie dal mondo agricolo.